# Veruca James
Veruca James, de son vrai nom Natasha Nicole Tierney, née le 6 avril 1989 à Chicago (Illinois), est une actrice pornographique américaine.

## Biographie
Veruca James grandit à Chicago, où elle est diplômée d'une licence en finance et d'une licence en comptabilité de l'Université DePaul.
Son premier emploi est un travail dans un stand de concession dans un cinéma en plein air. Veruca avait un travail de bureau en tant que responsable comptable avant son implication dans l'industrie pour adultes. Veruca fait sa première scène de sexe hardcore en mai 2011.
Veruca James a travaillé pour des studios tels que Evil Angel, Girlfriends Films, Burning Angel ou bien encore Jules Jordan Video.
Elle s'est mariée et a divorcé avec Damon James Duke (? - 5 mai 2017).

## Distinctions

### Récompenses
- 2015 : SPANK BANK AWARDS pour Gangbanged Princess of the Year
- 2016 : SPANK BANK AWARDS pour Best Swallower
- 2017 : SPANK BANK AWARDS pour Best 'O' Face
- 2017 : SPANK BANK AWARDS pour Mattress Actress of the Year
- 2018 : SPANK BANK AWARDS pour Puppeteer of the Year (Best Hands/Fister)

### Nominations
- 2014 : AVN Award nommée pour Best Double Penetration Sex Scene, Wet Asses 2 (2013)
- 2014 : AVN Award nommée pour Best Girl/Girl Sex Scene, Paint (2013)
- 2014 : AVN Award nommée pour Best Group Sex Scene, Orgy University (2013)
- 2015 : AVN Award nommée pour Best Girl/Girl Sex Scene, Women Seeking Women 100 (2013)
- 2015 : AVN Award nomination pour Best Group Sex Scene, King James (2014)
- 2015 : AVN Award nommée pour Best Group Sex Scene, Lisa Ann's Black Out 2 (2014)
- 2015 : AVN Award nommée pour Best Three-Way Sex Scene: G/G/B, Anal Boot Camp 2 (2013)
- 2015 : AVN Award nommée pour Fan Award: Favorite Female Porn Star
- 2015 : AVN Award nommée pour Female Performer of the Year
- 2016 : AVN Award nommée pour Best Double Penetration Sex Scene, DP Me 2 (2014)
- 2016 : AVN Award nommée pour Best Group Sex Scene, Prince the Punisher (2015)
- 2016 : AVN Award nommée pour Fan Award: Most Epic Ass
- 2016 : AVN Award nommée pour Most Outrageous Sex Scene, Dominations (2015)
- 2017 : AVN Award nommée pour Best Actress, Deception: A XXX Thriller (2015)
- 2017 : AVN Award nommée pour Best Anal Sex Scene, Anal Domination (2016)
- 2017 : AVN Award nommée pour Best Three-Way Sex Scene: G/G/B, Rocco's Perfect Slaves 8 (2015)
- 2017 : AVN Award nommée pour Most Outrageous Sex Scene, Deception: A XXX Thriller (2015)

## Filmographie sélective
- 2012 : The Godfather XXX: A DreamZone Parody
- 2012 : Rock and Roll in my Butthole 2
- 2012 : School of Black Cock
- 2012 : KissMe Girl Explicit: Riley Reid and Veruca James
- 2012 : Teens Like It Big 13
- 2012 : Man of Steel XXX: An Axel Braun Parody
- 2013 : Wet Asses 2
- 2013 : Ass Party 3
- 2013 : Teens Like It Big 15
- 2014 : Spider-Man XXX 2: An Axel Braun Parody
- 2014 : Alien Ass Party 2
- 2014 : All in the Family
- 2014 : Pink Velvet
- 2014 : Secret Lesbian Diaries 2
- 2015 : Blow Bang Me
- 2015 : Sins of Life
- 2016 : Rocco's Perfect Slaves 9
- 2017 : Anal Destruction
- 2018 : Support The Bush 3: All Anal Edition avec Manuel Ferrara
- 2019 : OMG That's A Huge Black Cock 2
- 2020 : 2 Dicks Are Better Than 1
- 2020 : Poison Ivy's Twisted Trap